# Jornal de Notícias
Jornal de Notícias MHM, também conhecido por JN, é um jornal diário português, fundado em 1888, no Porto.

## História

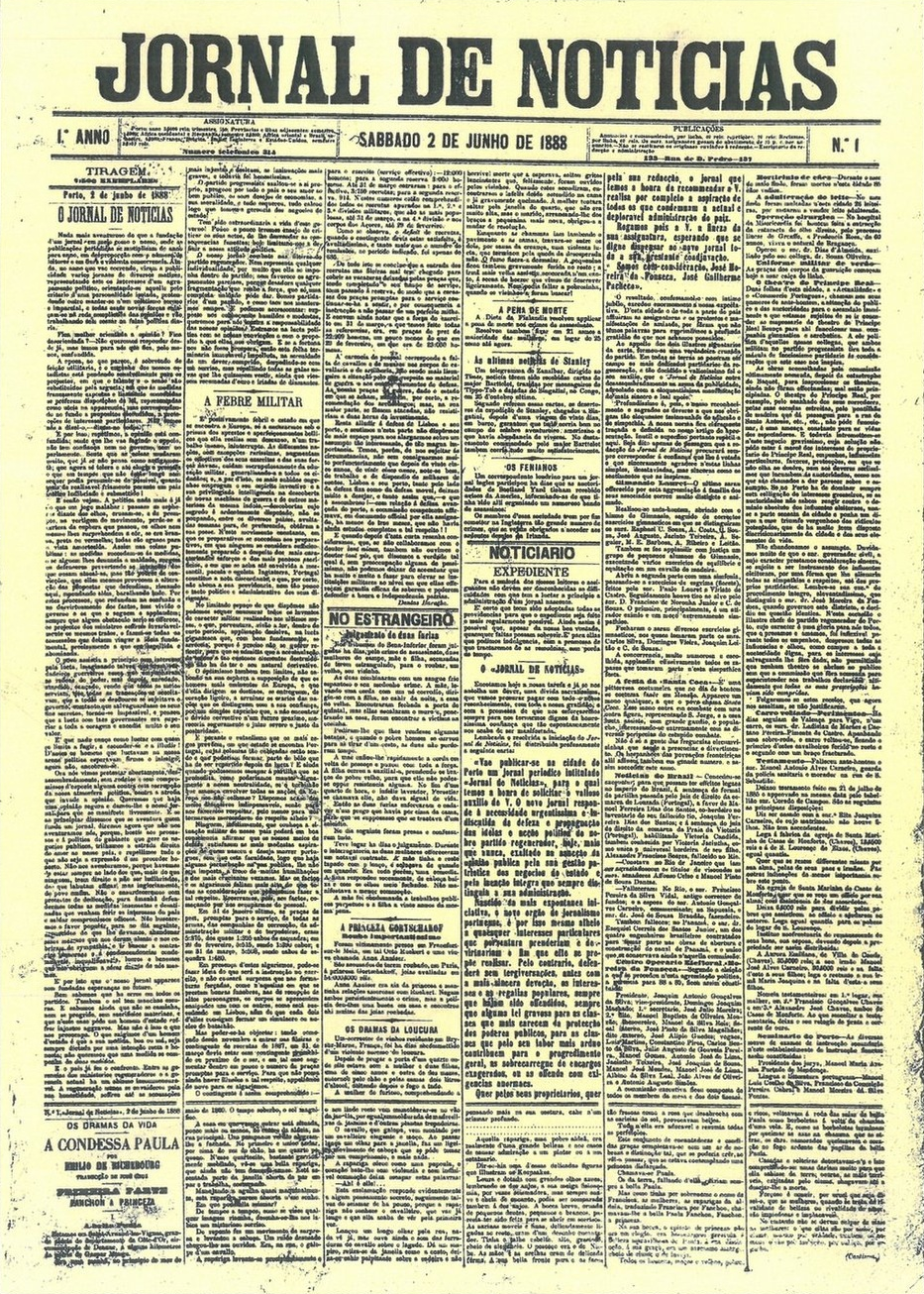
Primeiro número do Jornal de Notícias (2 de Junho de 1888).

### Fundação
O Jornal de Notícias foi fundado por José Diogo Arroio (o seu primeiro director), Manuel Vaz de Miranda e Aníbal da Costa Morais, tendo a sua edição inaugural (de 4 páginas e tiragem de 7500 exemplares) sido posta à venda no dia 2 de junho de 1888, por 10 réis. Os membros fundadores eram figuras do Partido Regenerador, sendo este um periódico monárquico que se afirmava como um jornal preponderantemente noticioso e objectivo, apesar dos constantes ataques contra o governo progressista. Publicava notícias nacionais e internacionais, com uma página de anúncios publicitários.
Em março de 1890 aumenta a sua tiragem de 12 500 para 16 000 exemplares, com o objectivo de apoiar os regeneradores, e em particular João Marcelino Arroio, na campanha das eleições legislativas. Em 1907 tinha já uma tiragem de 42 000 exemplares e era o jornal de maior circulação no norte do país. Também neste ano, o jornal abandona a linha editorial monárquica que tinha até então e adopta uma vertente republicana, em defesa dos interesses do Norte, e introduz um estilo mais acessível ao grande público, por oposição a elites políticas, sociais e intelectuais.

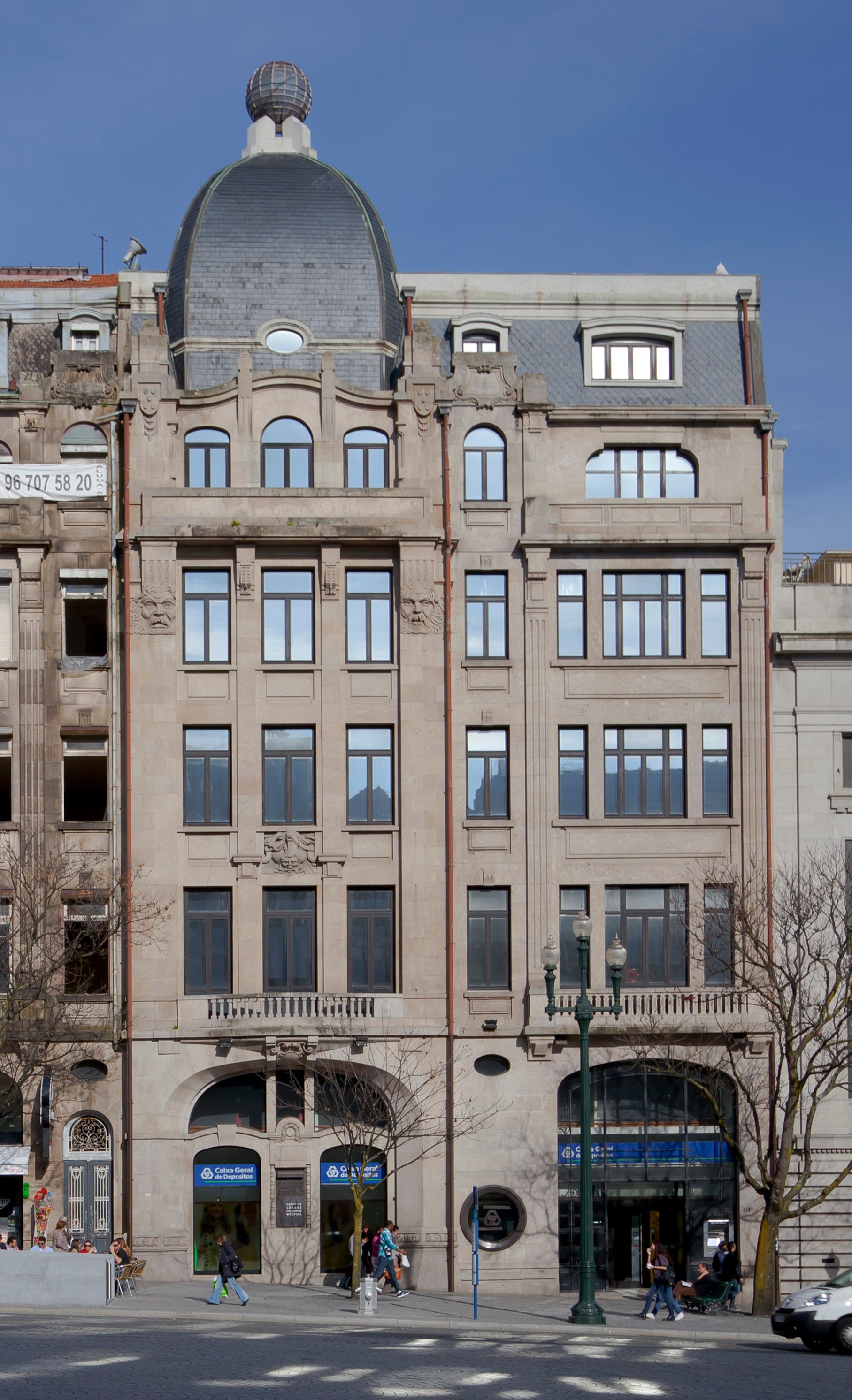
Sede do Jornal de Notícias na Avenida dos Aliados (1926-1970), projectado por José Marques da Silva.

O investimento desde cedo na utilização de fotografia leva a que publique fotografias de Teófilo Braga, Afonso Costa, António José de Almeida, Bernardino Machado, Basílio Teles e António Luís Gomes. Em 1914, durante a Primeira Guerra Mundial, deixa de fazer a edição das segundas feiras.
Em 1911 a redacção muda-se da Rua de D. Pedro para a Rua Elias Garcia, e em 1926 instala-se na Avenida dos Aliados, onde se vai manter até 1970, quando se desloca para o emblemático edifício da Rua Gonçalo Cristóvão.

### Estado Novo
Durante a ditadura do Estado Novo, foi controlado indirectamente pelo governo, ao ser propriedade da Empresa Nacional de Publicidade (ENP), detida pela Caixa Geral de Depósitos, entre outras empresas. Nesta altura distancia-se da política e é considerado pelo governo um órgão de oposição ao regime.
Nos anos 50 dedica-se a chegar a mais leitores na área do Grande Porto, bem como no Norte Litoral e interior. De 1961 a 1974 atravessa um período de grande expansão, e torna-se o jornal mais lido no Porto.

### Pós-25 de Abril
A sua expansão continua a seguir à Revolução do 25 de Abril. Tem uma tiragem média de 41 mil exemplares, o que o coloca em 2.º lugar entre os jornais diários de informação geral em Portugal.
A 29 de Junho de 1976, já após a Revolução dos Cravos, a ENP é nacionalizada e a Empresa do Jornal de Notícias foi integrada, indiretamente, na Empresa Pública dos Jornais Notícias e Capital, em conjunto com o matutino Diário de Notícias e o vespertino A Capital, lisboetas. Em 1978 é o jornal de maior difusão no país, e em 1978 é restituído à empresa proprietária.
A 4 de Outubro de 1989 foi feito Membro-Honorário da Ordem do Mérito.

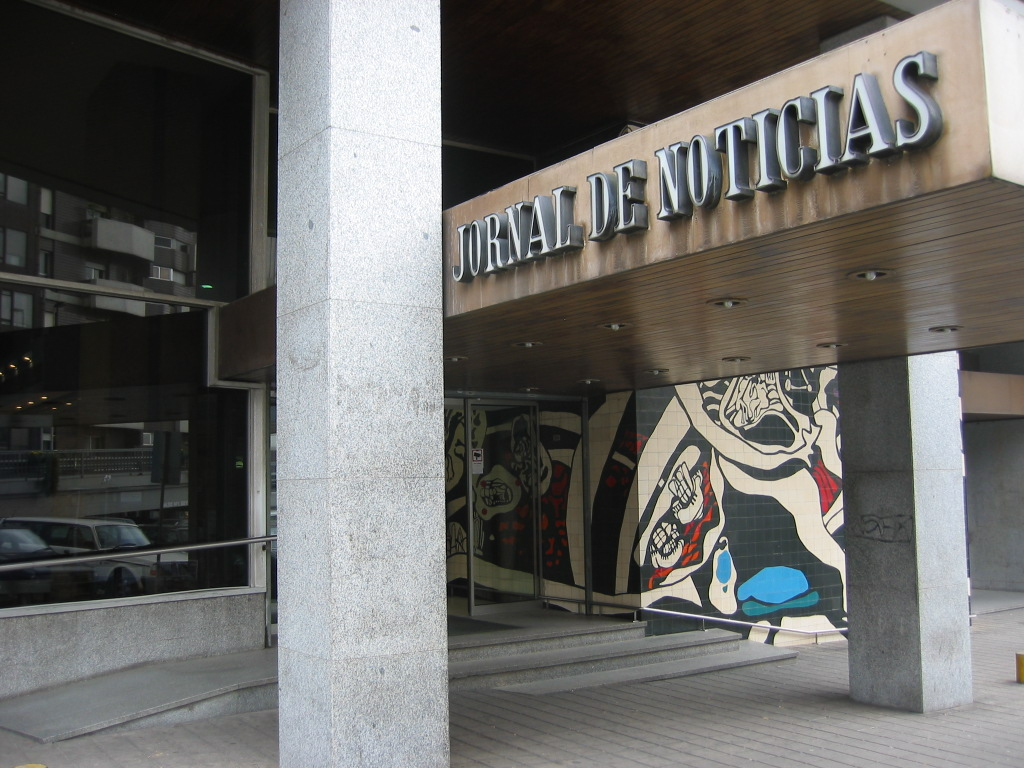
Entrada do edifício do JN na Rua Gonçalo Cristóvão, no Porto.

A Empresa do Jornal de Notícias foi reprivatizada em 1990 através de uma OPV em bolsa, tendo a maioria do capital ficado nas mãos do grupo Lusomundo, que venceu uma cooperativa de trabalhadores do jornal na luta pelo controlo da publicação. Em 2002 o seu controlo passa para a Portugal Telecom, e em 2005 para a Controlinveste, actualmente Global Media Group, que é detém actualmente o jornal, bem como o Diário de Notícias, a rádio TSF e o jornal O Jogo, entre outros títulos.

### Presença online
A 26 de julho de 1995, o JN anuncia na sua edição impressa a criação da sua página electrónica, sendo o primeiro diário português a fazer publicação online.
Com o encerramento dos seus concorrentes - "O Comércio do Porto", a 30 de Julho de 2005, e "O Primeiro de Janeiro", no final de 2014 - tornou-se o único jornal diário publicado na cidade invicta.
Em setembro de 2020, o Global Media chegou a acordo com o Grupo Bel, do empresário Marco Galinha, para a sua entrada como acionista da empresa. O grupo Bel foi fundado em 2001 por Marco Galinha e tem atividades em vários setores, entre os quais máquinas de vending (máquinas de venda automática) e aeronáutica, e entrou nos media em 2018, através do Jornal Económico. O empresário, natural de Rio Maior, é presidente executivo e presidente do conselho de administração do Grupo Bel, que fundou em 2001. Em fevereiro de 2021, Marco Galinha foi eleito presidente do Conselho de Administração da Global Media Group.

### Tiragem
A circulação do JN foi de:
- 108,000 entre Janeiro e Setembro de 2000.[16]
- 109,000 entre Janeiro e Março de 2003 [17]
- 102,000 em 2003, convertendo-se no segundo mais vendido do país[18]
- 100,188 em 2005[19]
- 92,000 em 2007, outra vez o segundo mais vendido[20]
- 65,403 em 2013[21]

## Suplementos
- Suplemento Notícias Magazine ou NM (semanal, ao domingo);
- Suplemento Dinheiro Vivo (semanal, ao sábado);
- Suplemento Evasões (semanal, à sexta-feira);
- Suplemento Classificados (diário);
- Suplemento Ataque (aos sábados);
- Suplemento Urbano (aos domingos).

## Direção

### Directores Executivos
1. José Diogo Arroio (1888 ― 1907)
2. Alfredo de Figueiredo (1907 ― 1910)
3. Aníbal de Morais (1910 ― 1934)
4. Guilherme Pacheco (1934 ― 1942)
5. Pacheco de Miranda (1942 ― 1978)
6. Miguel Ramos (1978 ― 1980)
7. Alberto Carvalho (1980 ― 1983)
8. José Saraiva (1984 ― 1986)
9. Sérgio de Andrade (1987 ― 1991)
10. António Freitas Cruz (1991 ― 1993)
11. Frederico Martins Mendes (1993 ― 2005)
12. José Leite Pereira (2005 ― 2011)
13. Manuel Tavares (2011 ― 2014)
14. Afonso Camões (2014 ― 2018)
15. Domingos de Andrade (2018 ― 2020)
16. Inês Cardoso (2020 ― presente)

## Grande Prémio Jornal de Notícias
É uma corrida ciclista profissional por etapas que se disputa anualmente em Portugal,desde o ano de 1979.